# Royal Dublin Society
La Royal Dublin Society (referida también por su acrónimo: RDS y en irlandés: Cumann Ríoga Bhaile Átha Cliath) es una organización filantrópica fundada el 25 de junio de 1731 con el propósito de fomentar y promover la agricultura, las artes, la industria y la ciencia en Irlanda. Establecida oficialmente en 1820 bajo este nombre, también se le conoce como la Dublin Society. Cuenta con instalaciones principales ubicadas en Dublín, Irlanda. Este complejo incluye el RDS Arena, RDS Simmonscourt, Salón principal RDS y otros espacios que se utilizan regularmente para la realización de exposiciones, conciertos y eventos deportivos. Entre estos eventos destaca el uso frecuente por parte del equipo de Leinster Rugby.